# Francisco de Borja Fontecilla
Francisco de Borja Fontecilla Palacios (Santiago, Imperio español, 1765-Copiapó, 12 de junio de 1837) fue un patriota y político chileno. 

## Primeros años de vida
Fue hijo del corregidor de La Serena, Francisco de Borja Fontecilla Palacios, y de Rosa Sáenz de Rozas y Figueroa. Dueño de la Estancia de San Francisco de Curimón.
Casado con Dolores López Sotomayor y Madariaga, con quien tuvo cinco hijos.

## Vida pública
Participó en las milicias de independencia, alcanzando el grado de coronel. En 1814 se le confirió el cargo de Alcalde de Santiago.
Llegó a ocupar el cargo de Director Supremo en subrogancia de Bernardo O'Higgins (marzo 1818).
Tras la Batalla de Chacabuco, que se libró en terrenos de su hacienda, fue nombrado Gobernador Intendente de la Provincia de Santiago y Juez Mayor de alta policía, cargo que desempeñó desde 1819 hasta 1822.
Fue Senador representante de los Hacendados (1822-1823).
Fue elegido Diputado representante de San Fernando (1823-1824) y (1824-1825).
Reelegido diputado por San Fernando en 1825, pero por su cercanía con Bernardo O'Higgins fue desterrado al Perú y no alcanzó a incorporarse al Congreso. A su vuelta, fue exiliado a la Isla Juan Fernández y aquejado de una enfermedad incurable, solicitó su retorno al país, retirándose a vivir sus últimos días a la ciudad de Copiapó, donde falleció en 1837.